# Lillian Hall-Davis
Lillian Hall-Davis (wym. [ˈlɪliən hɔl-ˈdeɪvəs]; ur. 23 czerwca 1898 w Londynie, zm. 25 października 1933 tamże) – angielska aktorka filmowa epoki kina niemego, występująca zarówno w brytyjskich, jak i francuskich, niemieckich oraz włoskich produkcjach. Uważana za jedną z największych kobiecych gwiazd filmowych lat 20. XX wieku.

## Życiorys
Urodziła się 23 czerwca 1898 jako Lillian Hall Davis w Mile End, dzielnicy położonej w północnej części Londynu. Była córką miejscowego taksówkarza. Wywodziła się z klasy robotniczej. Aby zataić swoje pochodzenie i stworzyć mit pochodzenia z lepszej dzielnicy, dodała łącznik w nazwisku. Dzięki talentowi artystycznemu w krótkim czasie zdobyła pozycję aktorki pierwszoplanowej. Ważnym występem w jej filmografii był udział w dramacie Married Love (1923, reż. Alexander Butler), będący kontrowersyjną ekranizacją przełomowego podręcznika zdrowia seksualnego Marie Stopes z 1918.
W 1927 zagrała u boku Carla Brissona i Iana Huntera w melodramacie sportowym Ring (reż. Alfred Hitchcock). Angielski filmowiec pochlebnie wyrażał się o aktorce i możliwości współpracy z nią. Rok później zaangażował ją do komedii romantycznej Żona farmera. Według współczesnych źródeł dwa występy u Hitchcocka należą do najlepszych kreacji w dorobku Hall-Davis.
Aktorka nie ograniczała się do występowania jedynie w filmach brytyjskich. W 1924 zagrała główną rolę Ligii we włoskiej produkcji Quo vadis? (reż. Gabriellino D’Annunzio, Georg Jacoby).

### Śmierć
Wraz z nastaniem ery filmu dźwiękowego na początku lat 30. XX wieku, kariera Hall-Davis załamała się, a ona sama popadła w ciężką depresję. 25 października 1933, w wieku 35 lat, popełniła samobójstwo w swoim domu w londyńskiej dzielnicy Golders Green. Jej zwłoki znalazł sąsiad, który zeznał, że leżała ona na podłodze z głową w piekarniku. W prawej dłoni trzymała staromodną brzytwę, a na szyi znajdowała się rana. Sąsiadów zaalarmował 14-letni syn aktorki. Gdy wrócił on ze szkoły, znalazł w przedpokoju list pożegnalny. Nie mogąc dostać się do kuchni, poprosił ich o pomoc. Ciało zidentyfikował brat Henry Charles Davis, który pracował na miejscowej poczcie. Znajomi aktorki twierdzili, że w ostatnich dniach życia była ona bardzo przygnębiona. Według źródeł cierpiała na neurastenię. W raporcie koronera odnotowano, że zgon nastąpił w wyniku poderżnięcia gardła, a gaz węglowy z piecyka nie miał bezpośredniego wpływu na śmierć.
Hall-Davis osierociła 14-letniego syna i męża Waltera Pembertona. 28 października została pochowana na londyńskim Hendon Cemetery and Crematorium.

## Filmografia
Opracowano na podstawie materiału źródłowego:
- 1917: La p’tite du sixième

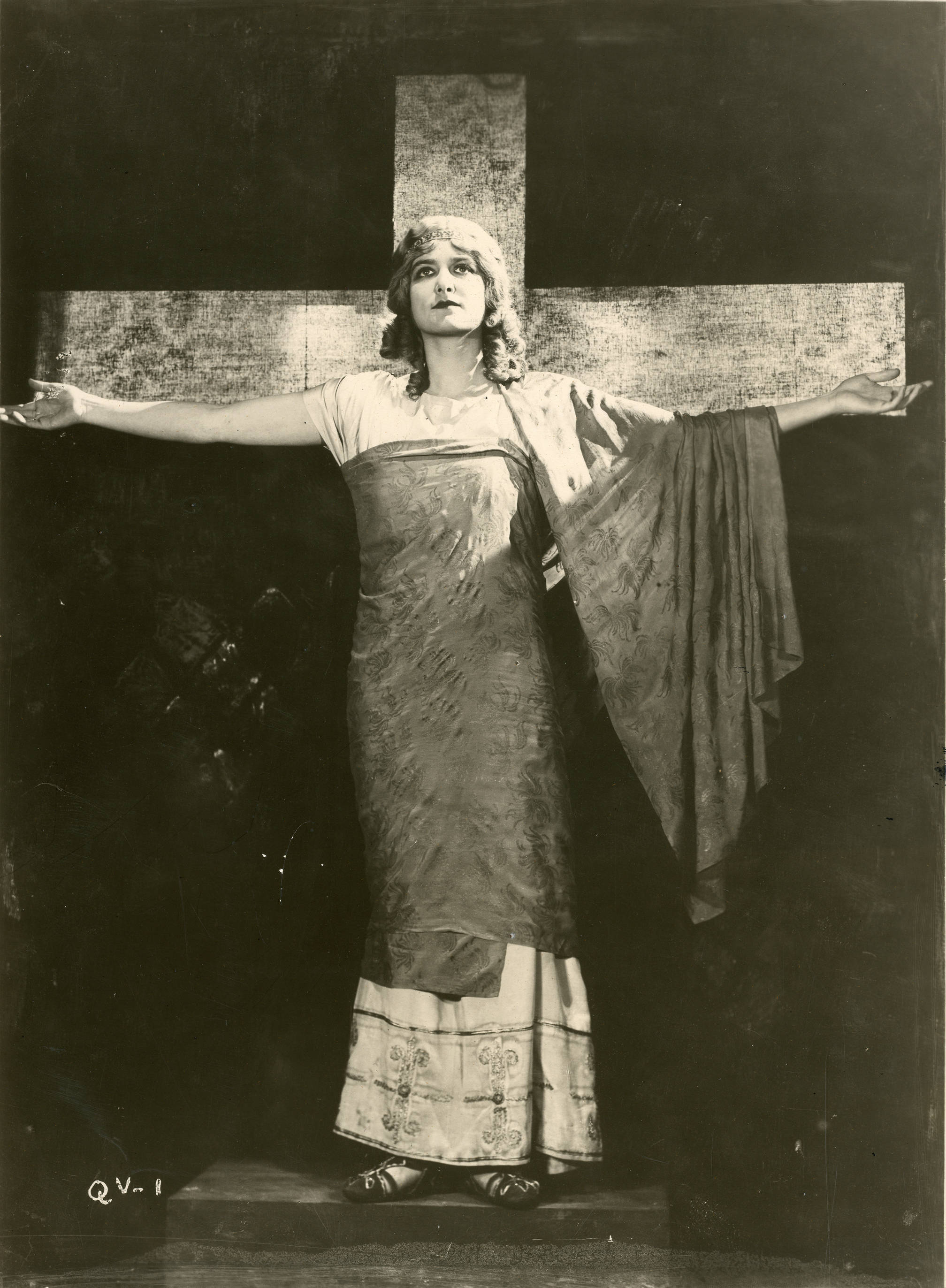
Hall-Davis jako Ligia w filmie Quo vadis? (1924)

- 1918: The Romance of Old Bill – Lil
- 1918: The Admirable Crichton – dama Agatha Lasenby
- 1920: The Honeypot – Alexandra Hersey
- 1920: Ernest Maltravers – Alice Darvil
- 1921: Love Maggy – Alexandra Hersey
- 1922: Brown Sugar – Stella Deering
- 1922: The Game of Life – Rose Wallingford
- 1922: The Wonderful Story – Kate Richards
- 1922: The Faithful Heart – Blackie Anderway
- 1922: If Four Walls Told – Martha Tregoning
- 1923: The Right to Strike – pani Ormerod
- 1923: The Knockout – Polly Peach
- 1923: Married Love – Maisie Burrows
- 1923: The Hotel Mouse – Mauricette
- 1923: Afterglow – Ethel
- 1923: I Pagliacci – Nedda
- 1924: The Unwanted – Maraine Dearsley
- 1924: The Passionate Adventure – Pamela
- 1924: The Eleventh Commandment – Marion Barchester
- 1924: Quo vadis? – Ligia
- 1925: Express Train of Love – Lissi
- 1925: The Farmer from Texas – Alice
- 1926: Nitchevo – Sonia
- 1926: Three Cuckoo Clocks – Gladys Clifton
- 1926: Miłość czyni z nas ślepców – Evelyn
- 1926: A Royal Divorce – Stephanie
- 1926: If Youth But Knew – Dora / Doreen Ledger
- 1927: Roses of Picardy – Madame Vanderlynden
- 1927: Blighty – Ann Villiers
- 1927: Ring – Mabel (w niektórych wersjach Nelly)[7]
- 1928: The White Sheik – Rosemary Tregarthen
- 1928: Żona farmera – Araminta Dench
- 1928: Tommy Atkins – Ruth
- 1928: Boadicea – Emmelyn
- 1928: Wolga Wolga – księżniczka Zaineb
- 1930: Just for a Song – Norma Wentworth
- 1931: Her Reputation – Carruthers
- 1931: Many Waters – Mabel Barcaldine